# أوركسترا أذربيجان السمفونية الحكومية

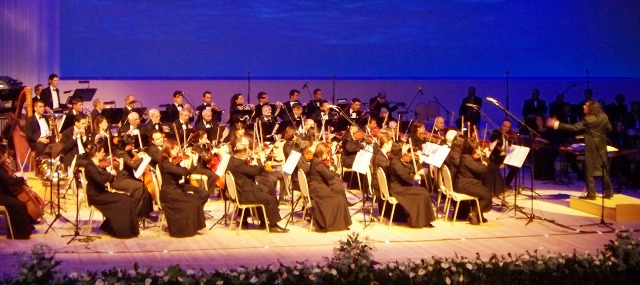

أوركسترا أذربيجان السمفونية الحكومية أو أوركسترا حاجيبايوف السمفونية الحكومية الأذربيجانية (بالآذرية: Hacıbəyov adına Azərbaycan Dövlət Simfonik Orkestri) هي أوركسترا مقرها مدينة باكو، عاصمة جمهورية أذربيجان. تتبع الأوركسترا جمعية أذربيجان الفيلهارمونية الحكومية.

## التاريخ
أُسست أوركسترا أذربيجان السمفونية الحكومية سنة 1920، بطلب من المؤلف الموسيقي عزير حاجبايوف (الذي حملت الأوركسترا اسمه فيما بعد)، وكانت بذلك أول أوركسترا في الاتحاد السوفييتي.
من بين المؤلفين الموسيقيين الذين دعتهم الأوركسترا للإسهام في تأسيس وتدريب الأوركسترا كل من الفرنسي رينيه-باتون والألماني أوتو كيلمبرر، والنمساوي فريتس شتيدري والسوفييتي نيكولاي غولوفانوف. وقد خلف حاجبايوف في قيادة الأوركسترا ابن أخيه نيازي (في الفترة من سنة 1938 إلى وفاته سنة 1984).

## الحاضر
يتولى قيادة الأوركسترا منذ سنة 1984 البروفيسور رؤوف عبداللاييف، الحاصل على لقب فنان الشعب الآذري. وقد قامت الأوركسترا بعدد من الجولات شملت الولايات المتحدة، والمملكة المتحدة، ومصر، وفرنسا، وألمانيا، وسويسرا، وإيطاليا، وتركيا.

## قادة الأوركسترا
- عزير حاجبايوف (1920 ـ 1938)
- نيازي حاجبايوف (1938 ـ 1984)
- رؤوف عبداللاييف (1984 ـ 1991)
- يالتشين أديغوزالوف (1991 ـ 1997)
- رؤوف عبداللاييف (1997 ـ )

## روابط خارجية
- أوركسترا أذربيجان السمفونية الحكومية على موقع ميوزك برينز (الإنجليزية)
- أوركسترا أذربيجان السمفونية الحكومية على موقع ديسكوغز (الإنجليزية)